# 田中佑香
田中 佑香（たなか ゆか、1992年5月20日 - ）は、日本の女優。福岡県出身。
ヨコザワ・プロダクションならびに劇団四重奏所属。

## 概要
京都芸術大学卒業後、文学座附属演劇研究所 本科、研修科を経て、ヨコザワ・プロダクションに入所。同プロダクションで結成されたオカルトセブン7★では、リーダーを務める。特技は、クラシックバレエ、コンテンポラリー・ダンス。

## 出演

### テレビ
- テレビ東京「真夏の絶恐映像 日本で一番コワい夜」
- TBS「口を揃えた怖い話」

### 映画
- 「三茶のポルターガイスト」後藤剛監督　ユカ役
- 「新・三茶のポルターガイスト」豊島圭介監督　オカルトセブン７★

### ラジオドラマ
- レインボータウンエフエム放送「ラジオドラマ甲子園」
- 『眉山の風よ!阿波の踊りに吹け!』本間公子役（レギュラー）

### ダンス
- 伊藤キムダンスプロジェクト『go-on～からだの森をゆく～』（春秋座）
- 京極朋彦 ダンス企画『理想の森』（京都芸術センター）

### イベント
- 自由が丘スイーツフェスティバル「奇々怪々聞きたいかい？」オカルトセブン7★
- 阿佐ヶ谷LOFT「『新・三茶のポルタ―ガイスト』＆書籍『死後の世界』出版・公開記念！」オカルトセブン7★

### YouTube
- OLD ROOTS 製作「[コラボ企画]魑魅奇譚-女友達の家-」幽霊役
- オカルトセブン7★
- 角由紀子のヤバイ帝国